# Anton Rochel
Anton Rochel (* 18. Juni 1770 in Neunkirchen; † 12. Mai 1847 in Graz) war ein österreichischer Chirurg und Botaniker. Ungarische Namensform: Rochel Antal.

## Biografie
Anton Rochel war der Sohn des Kaufmanns Matthias Rochel. Nach dem frühen Tod seiner Mutter besuchte er eine Jesuitenschule im weit entfernten böhmischen Kuttenberg (h. Kutná Hora) und begann im September 1785 bei dem Neufeldener Chirurgen („Wundarzt“) Franz Kachelmayer eine Ausbildung als Lehrjunge. Im Jahr 1788 wurde er „Wundarzneykunstgeselle“ und trat in die österreichische Armee ein. In den 1790er Jahren war er als Feldchirurg am Russisch-Österreichischen Türkenkrieg (1787–1792) beteiligt, bevor er seine chirurgischen Studien in Wien fortsetzte. Ende September 1792 wurde ihm der Titel Magister der Chirurgie verliehen; ebenso erhielt er wenige Wochen später ein Diplom als Geburtshelfer. Bis zu seiner Gefangennahme im gescheiterten Ersten Koalitionskrieg diente er in der österreichischen Armee; nach seiner Freilassung hielt er sich in Frankreich und Holland auf und kehrte erst Ende 1798 nach Österreich zurück.
In den beiden Jahrzehnten zwischen 1800 und 1820 praktizierte Rochel für einige Monate als Arzt in Mähren (1799–1800), danach für zwanzig Jahre im damaligen Ungarn (in Lednické Rovne im Komitat Trentschin und von 1811 bis 1815 in Oravské Veselé); in dieser Zeit versah er auch zwei Stellen als Hofarzt bei lokalen Notabeln. Gegen Ende seines fünften Lebensjahrzehnts machte er jedoch sein bisheriges Hobby, die Botanik, zu seinem eigentlichen Lebensinhalt, und er gab die praktische Tätigkeit als Arzt auf. In späteren Schriften berichtet Rochel von seiner botanischen Forschungs- und Sammeltätigkeit, die er auf Reisen durch das Banat bereits zwischen 1815 und 1820 durchgeführt hatte. Kollegen berichteten, Rochel habe „in den ersten Decennien dieses Jahrhunderts von seinem Wohnorte Rownye zahlreiche Ausflüge selbst in entferntere Theile (…) gemacht, viele getrocknete Planzen von hier übergingen im Tausch- und Kaufwege an die europäischen Botaniker und noch heute circuliren viele in Privat- Gesellschafts- und Museum-Herbarien“. Auch ist bekannt, dass er in Rownye bereits einen botanischen Garten angelegt hatte, in dem er an die 2000 Pflanzenarten gezogen haben soll.
Im Jahr 1820 trat er die Stelle als „Gartenmeister“ des Botanischen Gartens der Universität in Pest (h. Budapest) und Kurator der dortigen botanischen Sammlungen an; diese Stelle füllte er bis zu seinem Abgang in den Ruhestand am 10. März 1840 aus. In Budapest arbeitete er für zwölf Jahre Seite an Seite mit dem namhaften Botaniker Carl Constantin Haberle (1764–1832), der seit 1818 Direktor der Botanischen Gartens war und an der Universität Budapest den Lehrstuhl für Botanik innehatte. Im Jahr 1823 verkaufte Rochel „eine reichhaltige Sammlung ungarischer Pflanzen“ an die botanische Abteilung des Kaiserl. Naturalien-Cabinets in Wien, und wir dürfen vermuten, dass Rochel noch mehrmals getrocknete Pflanzen (Exsikkate) an Privatsammler und Museen verkaufte; das geschah üblicherweise in Paketen zu je hundert Exsikkaten verschiedener Arten (sogenannten „Zenturien“).
Nach seinem Ruhestand reiste Rochel 1840 zu seinem Sohn Anton, der in St. Petersburg als „Handelsgärtner“ tätig war. Über Dresden und Wien kehrte er nach Budapest zurück, begab sich dann aber 1841 nach Graz, wo er seine letzten Lebensjahre verbrachte.
Außerhalb der botanischen Fachkreise wurde Rochel dadurch bekannt, dass er im Jahr 1839 sein großes Herbarium – das er seit den später 1790er Jahren über vier Jahrzehnte zusammengetragen hatte – an den sächsischen König Friedrich August II. verkaufte, und zwar um den Preis einer jährlichen Leibrente von 600 fl. Eine Leibrente von 600 Gulden entsprach damals (um das Jahr 1840) dem Jahressalär eines Rechnungsoffizials in der Wiener Bürokratie oder eines Einnehmers in einem „k.k. Commercial-Zollamt“ – gewiss keine fürstliche Bezahlung, aber doch ein „sehr anständiges“ Auskommen oder – im Fall Rochels – eine gute Pension. Der sächsische Monarch war als leidenschaftlicher Botaniker bekannt, der zusammen mit Goethe das Material für die Flora Marienbadensis (1837) zusammentrug und ein eigenes Herbarium (den Grundstock des späteren Herbarium Dredense) sammelte; außerdem unternahm er mehrere botanische Wanderreisen in Europa und finanzierte Forschungs- und Sammelreisen von Botanikern.

## Bedeutung als Botaniker
Besonders bekannt wurde Rochel für seine botanischen Forschungen in den Karpaten und insbesondere im Banat, die er hauptsächlich zwischen 1810 und 1830 durchführte. Über seine Ergebnisse berichtete er in mehreren Schriften und Pflanzenkatalogen (die „auf Kosten der Verfassers“ erschienen!); auch steuerte Rochel zu eigenen als auch zu anderen Publikationen Zeichnungen neu beschriebener und klassifizierter Pflanzen bei. Zahlreiche Aufzeichnungen, Pflanzenbeschreibungen und Illustrationen Rochels wurden jedoch niemals gedruckt. Viele von ihnen hatte er vor seinem Tod an das Budapester Nationalmuseum und an das Königl. Naturalienkabinett in Dresden (das bis 1862 von Ludwig Reichenbach kuriert wurde) übergeben.
In den Jahren 1833–1835 nahm er an den Expeditionen teil, die der austro-hungarische Naturwissenschaftler Imre Friváldszky von Friváld organisiert hatte, um die Flora und Insektenfauna der Balkanhalbinsel zu erforschen. Rochel war mit mehreren Kollegen vor Ort und berichtete brieflich über den Fortschritt der Forschungen. Er und seine Mitsammler durchstreiften das zentrale und südliche Bulgarien und das nördliche Griechenland; einer ihrer Hauptquartiere war Sliwen im heutigen Bulgarien.
Rochels botanisches Kürzel lautet Rochel.

## Taxa und Dedikationsnamen
Gattung:

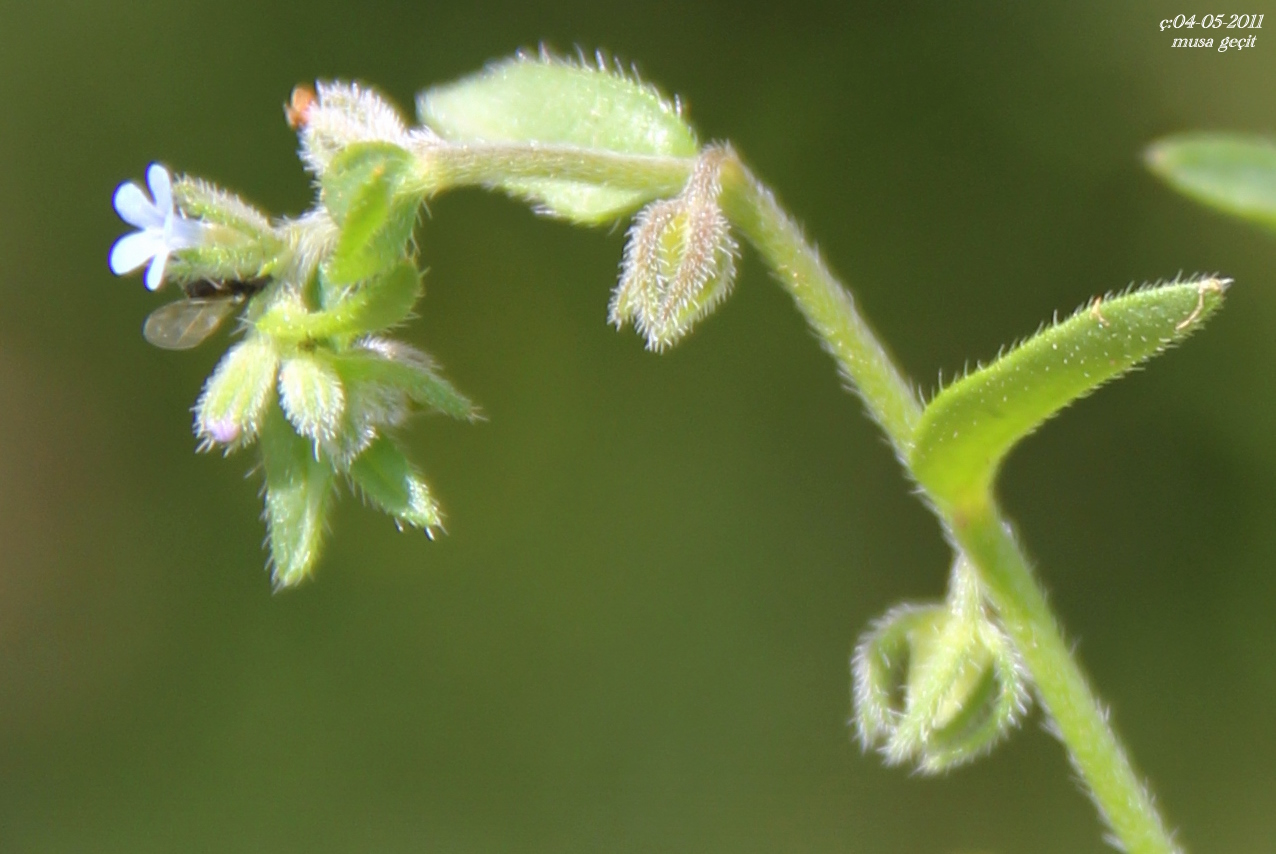
Rochelia disperma (Mardin, Türkei)

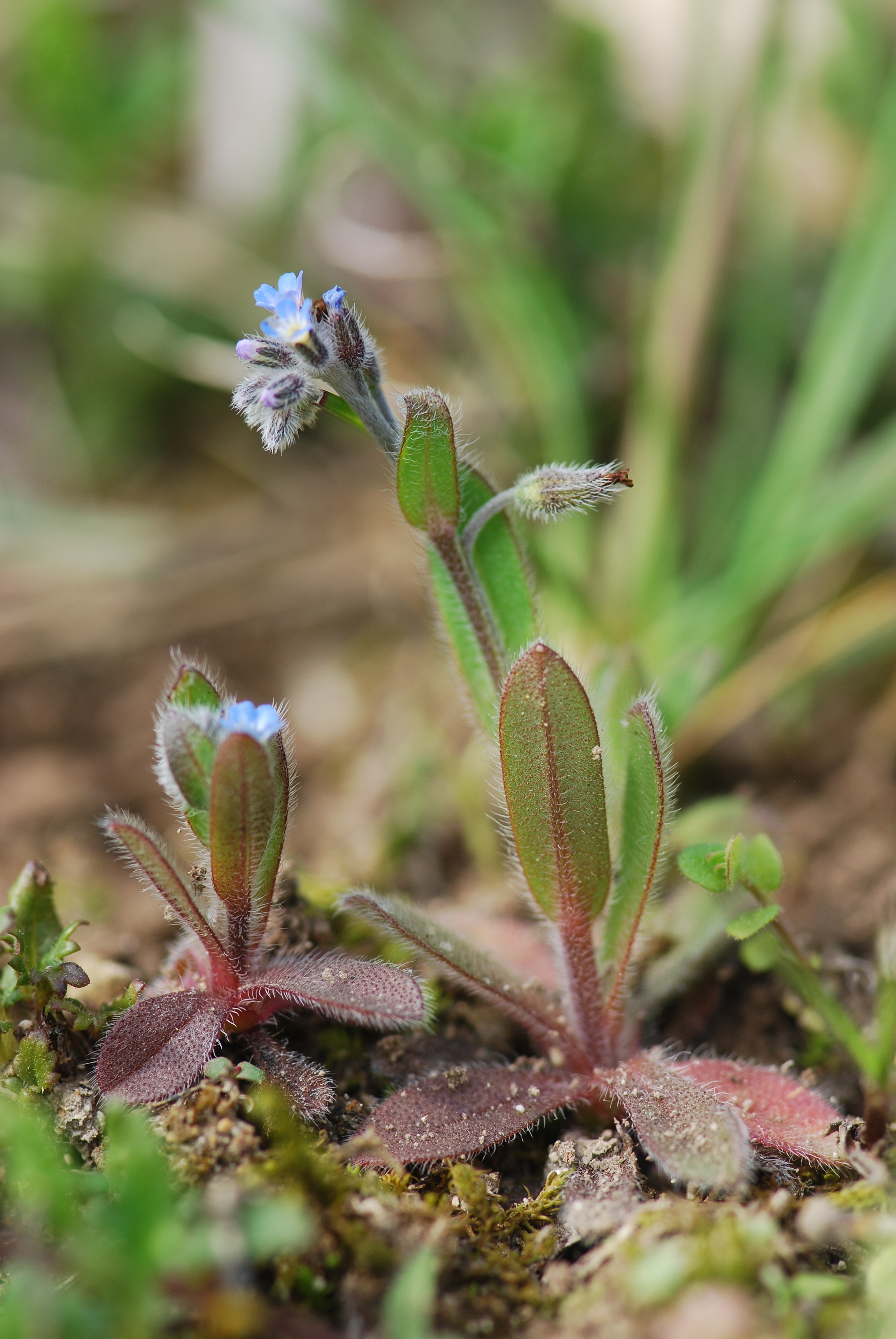
Myosotis ramosissima Rochel, Route d'Ailly-sur-Meuse (Frankreich)

- Rochelia (Tribus Rochelieae, Familie Boraginaceae), benannt auf Veranlassung durch den deutschen Botaniker Ludwig Reichenbach.
  - darunter die Arten: Rochelia cancellata, Rochelia cardiosepala, Rochelia disperma, Rochelia stylaris. Für weitere siehe den International Plant Name Index (IPNI)[15]

Andere nach Rochel benannte Arten (Auswahl):
- Alyssum rochelii (Brassicaceae)[16]

- Cytisus rochelii (Fabaceae)[17][18]

- Mentha rocheliana (Lamiaceae)[19][20]
- Veronica rochelii Sandor (Scrophulariaceae)[21]

Von Rochel beschriebene Arten (Beispiele):
- Echinops bannaticus, auch bekannt als Banater Kugeldistel (Asteraceae)
- Myosotis ramosissima Rochel (Boraginaceae)[22]

## Mitgliedschaften
- Ehrenmitglied in der königl. botanischen Gesellschaft (Regensburg) (seit 1804)
- Mitglied in der Gesellschaft korrespondierender Botaniker (Marktbreit)
- Mitglied seit 10. Juni 1829 mit der Matrikel-Nr. 1340 und dem akademischen Beinamen Scopoli I. in der kaiserl. Leopoldinisch-Carolinischen Akademie der Naturforscher Leopoldina

## Schriften
- 1820: „Pränumerations-Anzeige. Pflanzen-Umrisse aus dem südöstlichen Karpath des Banates (…)“. In: Intelligenzblatt der österreichischen Literatur, Nr. 59 (22. Juli 1820), S. 236 (pdf). Das angezeigte Werk erschien erst 1826 im Druck (siehe unten)
- 1821: Naturhistorische Miscellen über den nordwestlichen Karpath in Ober-Ungarn. Mit einer Karte. Pest: Johann Thom. von Trattner (Google). Dieses Werk wurde bereits im Juli 1820 zur Subskription angeboten,[23] musste dann aber – wohl aus Mangel an Subskribenten – „auf Kosten des Verfassers“ gedruckt werden.
- 1826: Pflanzen-Umrisse aus dem südöstlichen Karpath des Banats. Erste Lieferung mit 82 Abbildungen in natürlicher Grösse sammt den nöthigen Zergliederungen auf den 39 Tafeln, nach dem Leben gezeichnet und mit Beschreibungen versehen. Wien
- 1828: Plantae Banatus rariores, iconibus et descriptionibus illustratae. Praemisso tractatu phytogeographico et subnexis additamentis in terminologiam botanicam. Accedunt tubulae botanicae XL et mappae lithographicae. Pest: Ludwig Landerer (BSB digital) (ÖNB)
- 1834: „Vorläufige Nachricht über die erste Pflanzensendung aus dem Balkan, welche Hr. Dr. E. von Frivaldszky den 6. Febr. 1834 erhalten hat“. In: Intelligenzblatt zur allgemeinen botanischen Zeitung II = Flora, Band 17 (1834), S. 17–27.
- 1838: Botanische Reise in das Banat in Jahre 1835, nebst Gelegenheits-Bemerkungen und einem Verzeichniß aller bis zur Stunde daselbst vorgefundenen wildwachsenden phaneroganen Pflanzen sammt topographischen Beiträgen über den südöstlichsten Theil des Donau-Stromes im österreichischen Kaiserthum. Mit einer lithographierten Ansicht. Pest: Gustav Hackenast / Leipzig: Otto Wigand (Google)